# 中村大造
中村 大造（なかむら たいぞう、1920年（大正9年）7月25日 - 1987年（昭和62年）5月6日）は、日本の官僚、実業家。元運輸事務次官・全日本空輸社長。三重県桑名市出身。

## 略歴
- 1944年（昭和19年）9月、学徒動員により東京帝国大学法学部政治学科を卒業し、海軍に入隊[1]。戦艦「長門」に乗務し終戦を迎える[1]。
- 1946年（昭和21年）、運輸省に入省[2]。名古屋鉄道局官補[3]。以後、大臣官房人事課長・大臣官房観光部長・自動車局長・航空局長を歴任する[1]。
- 1976年（昭和51年）6月、運輸事務次官就任[1]。ロッキード事件徹底解明の姿勢を見せる[2]。
- 1978年（昭和53年）、日本国有鉄道常務理事に就任[2][4]。
- 1979年（昭和54年）8月、新東京国際空港公団副総裁[1]。
- 1980年（昭和55年）8月、新東京国際空港公団総裁[1]。
- 1983年（昭和58年）6月、次期社長と目されながら退社した住田正二に代わり、第7代社長として全日本空輸に招聘される[1][5]。
- 1987年（昭和62年）肺の石灰化のため手術を受ける[1]。
- 1987年（昭和62年）5月6日、死去[1]。

## エピソード
- 成田空港問題で反対派が何度も運輸省に抗議に訪れたが、歴代運輸事務次官の中で唯一直接応対したのが中村であり[6]、三里塚芝山連合空港反対同盟の幹部をして「あんないい役人もいる」といわしめた[7]。
- 石橋正次反対同盟委員長代行が運輸相時代の中村がコーヒーを出してもてなしたことを覚えており、中村の空港公団副総裁就任を機会に水面下の交渉が進められた。しかし、1981年に加藤紘一衆議院議員らとともに行おうとした秘密会談（通称「官並会議[8]」）への反対同盟からの出席者の名前が反対派内に漏洩した。これによって交渉がとん挫しただけでなく、石橋は自己批判に追い込まれた。その石橋の処遇を巡って反対同盟内で対立が生じ、分裂する要因の一つとなった[6]。
- 社長在任中の1986年に全日本空輸の悲願だった国際線進出を果たした。初フライト（成田-グアム線）の同年3月3日には古巣の成田空港で式典に立ち、「国際進出は創業以来の夢。この間、国際チャーター便を飛ばし、今日あるを期してきたが、いざ実現となってみると、感無量です」と悲願達成を喜んでいたが、翌年に現職のまま死去した[5]。